# 王幸男郵包炸彈事件
王幸男郵包炸彈事件，是臺灣獨立運動參與者王幸男在1976年10月所策劃企圖暗殺中國國民黨黨政要員的事件。

## 背景
王幸男畢業於中華民國陸軍軍官學校專修班，1970年前往美國經商，並且與不少台灣同鄉有所接觸。但是由於目睹中華民國政府所實施的臺灣省戒嚴令高壓統治，王幸男決定效法前以色列總理比金主持過的「爆炸復國」行動，以暗殺方式向國民黨政府發出警訊。

## 經過
1976年10月8日晚上，王幸男住進台北後車站的一家旅社，他在房內製造三個郵包炸彈，首先先將國語字典挖空內頁，再放進鋁製小便當盒。盒內擺著電池、閃光燈膽和鞭炮用的黑火藥，再以牛皮紙包好，貼上郵票，三個郵包分別寫上的收件人為：謝東閔（臺灣省政府主席）、李煥（革命實踐研究院主任）、黃杰（中華民國陸軍一級上將、總統府戰略顧問）。 
其間，也遇到雙十節前夕的擴大臨檢敲房門，王幸男立即以棉被蓋在郵包炸彈材料上，應付了探頭探腦，假裝檢修房內電視的安檢人員。不久，旅社的「女中」又不停地敲門，問他要不要叫個小姐陪宿。10月9日上午，王幸男帶著三個郵包，到台北郵局寄出去。當時他曾擔心過可能會留下指紋，但是他心想，如果戴上手套，豈不更讓人起疑。寄出郵包後，他即搭機回美。結果寄給謝東閔的郵包在被拆封時爆炸，謝東閔遭炸斷一臂；而李煥當時也收到郵包，炸傷手指，並立即通知各黨政要員，黃杰乃逃過一劫。郵包案發生的一個半月後，王幸男的妻子陳美霞帶著兒子和女兒來美。不知情的美霞還告訴他，台灣發生有人寄炸彈給謝東閔的事，王幸男沉默以對。

## 後續
台灣政府將王幸男的家屬捕入保安處開始偵訊，並準備以「販毒」或「匪諜」查辦，以脅迫王幸男回台；故王幸男於1977年返台，入境後被捕。 隨後於1977年1月28日被判處無期徒刑，被囚禁於綠島。1990年5月5日，王幸男獲得假釋。

## 爭議
2010年施明德聲稱，王幸男被捕後向情治人員下跪哭求饒恕，隨後並喝滾水，假裝自殺真求生，並全盤供出台獨聯盟的機密換取免死。王幸男則反駁此指控。   